# 王元龍

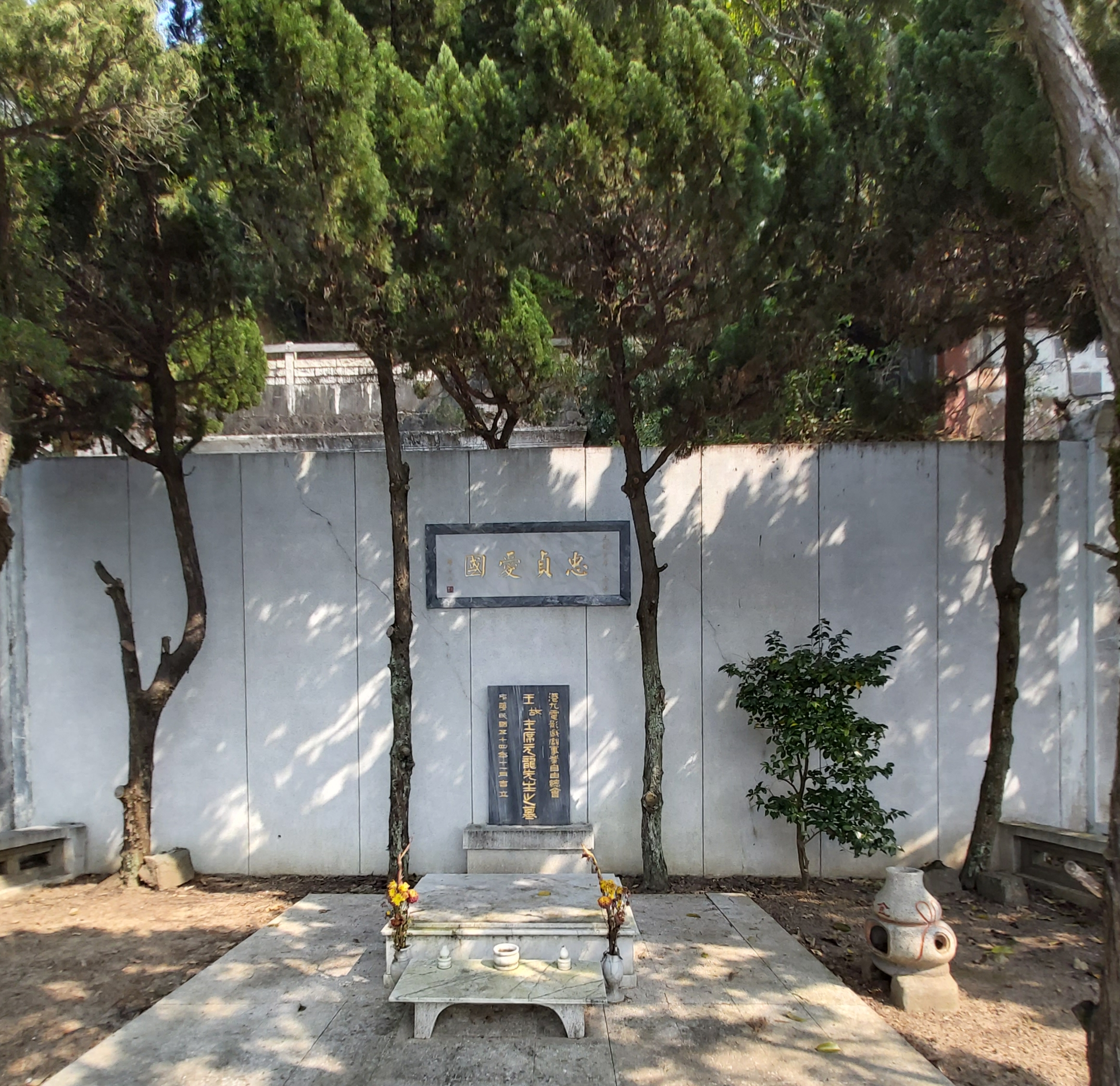
王元龍在臺北市北投區陽明山第一公墓的墓地

王元龍（1902年10月27日—1959年7月20日），原名王秉鈺，中國電影演員和導演，外號「銀壇霸王」。
王元龍從1920年代開始電影事業。1939年主演《楚霸王》霸王項羽。1954年香港電影人原定成立「中國電影學校」培養後輩。當時的香港尚無專門電影學校先例，未得註冊。1955年獲教育司署核准，王元龍任創校校長，屠光啟和陶秦任副校長。1957年主演《四千金》，並於1958年獲亞洲影展最佳男演員特別金禾獎。1959年於臺北病逝。
王元龍最後遺作是《茶山情歌》，王元龍生前已完成大部分鏡頭，未完成部分由替身背影入鏡。